# BYD F3
Der BYD F3 ist eine Kompaktklasselimousine des chinesischen Automobilherstellers BYD Auto.
2010 war das Fahrzeug mit 263.900 Exemplaren auf Platz 1 der Verkaufszahlen in China, nach anderen Quellen mit 212.855 Stück auf Platz 8.
Von 2011 bis Herbst 2013 wurde der BYD F3 auch vom russischen Automobilhersteller Taganrogski Awtomobilny Sawod gefertigt.
Im März 2014 und im Februar 2015 kam jeweils eine überarbeitete Version des F3 in den Handel.

## Design
Der F3 hat äußerlich starke Ähnlichkeit mit der ersten Generation des Toyota Corolla Altis (Front) und dem nur in Japan angebotenen Honda Fit Aria (Heck), der die Stufenheckversion des Honda Jazz bzw. Honda Fit darstellt.

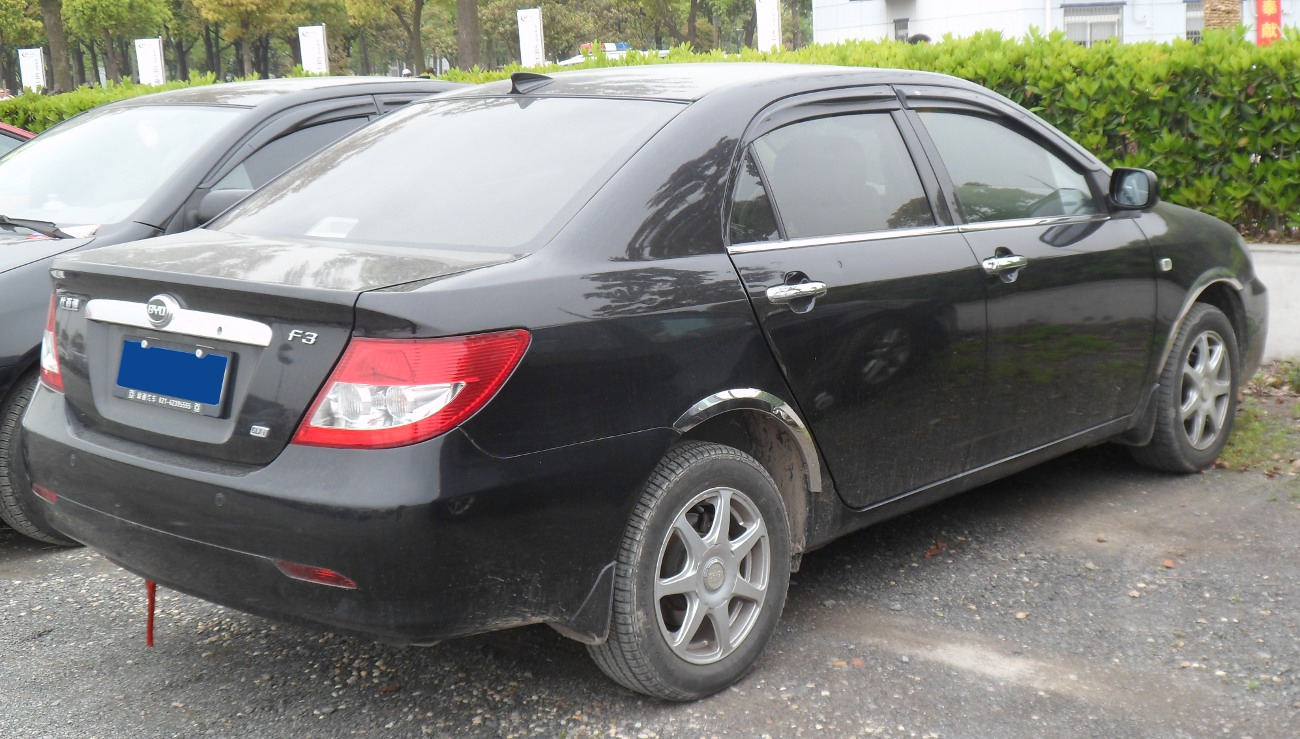
Heckansicht
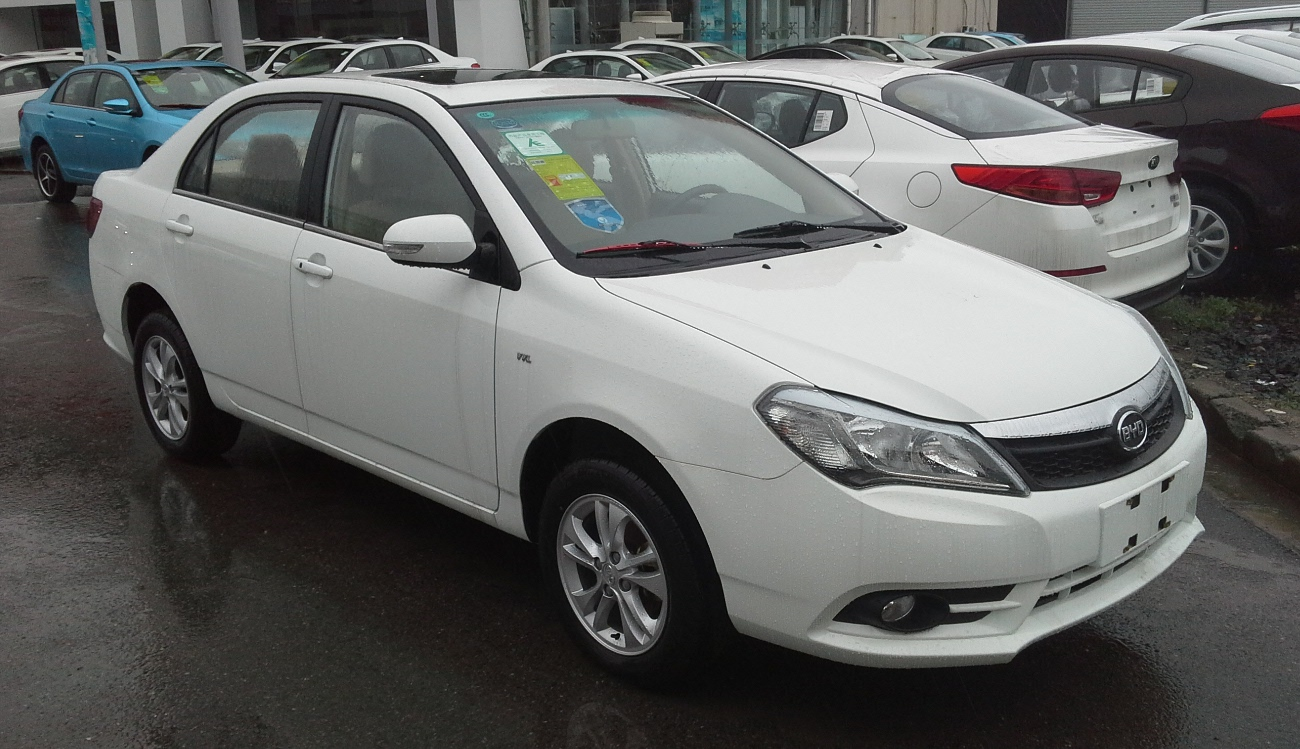
BYD F3 (2014–2015)
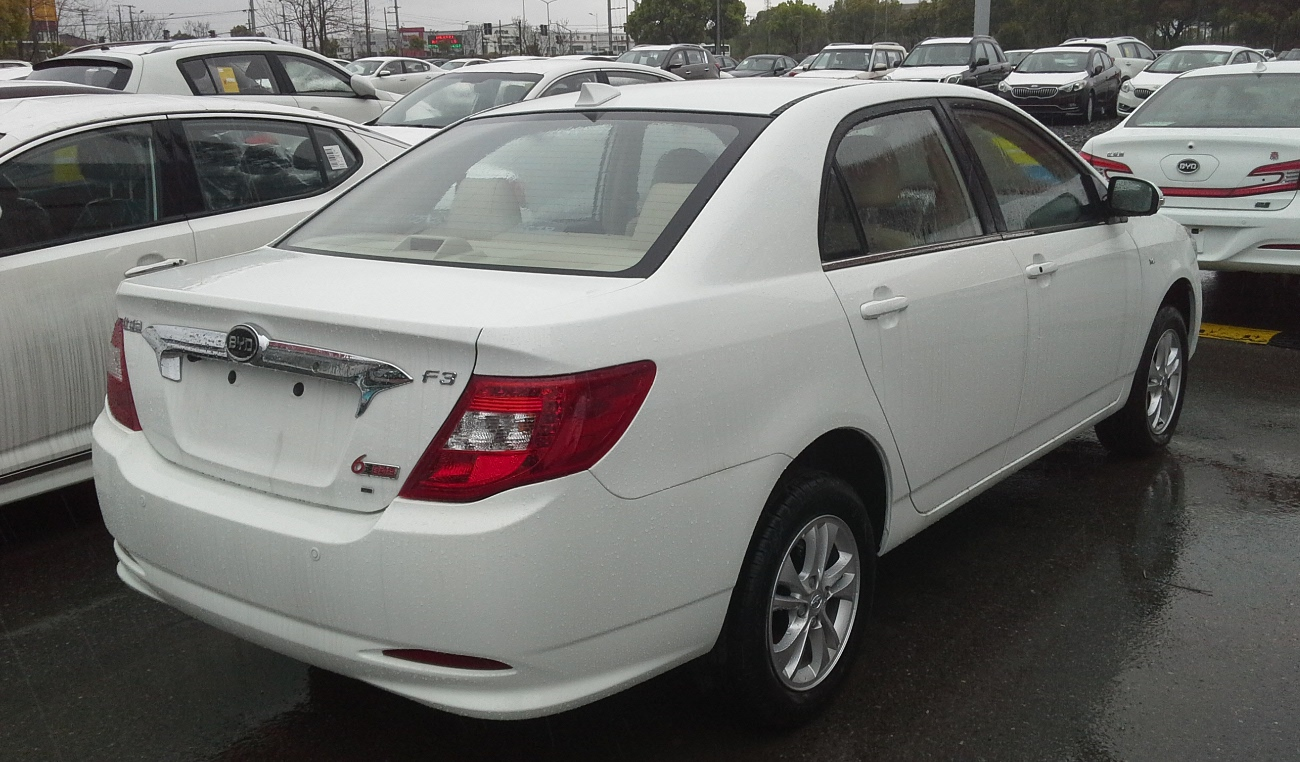
Heckansicht
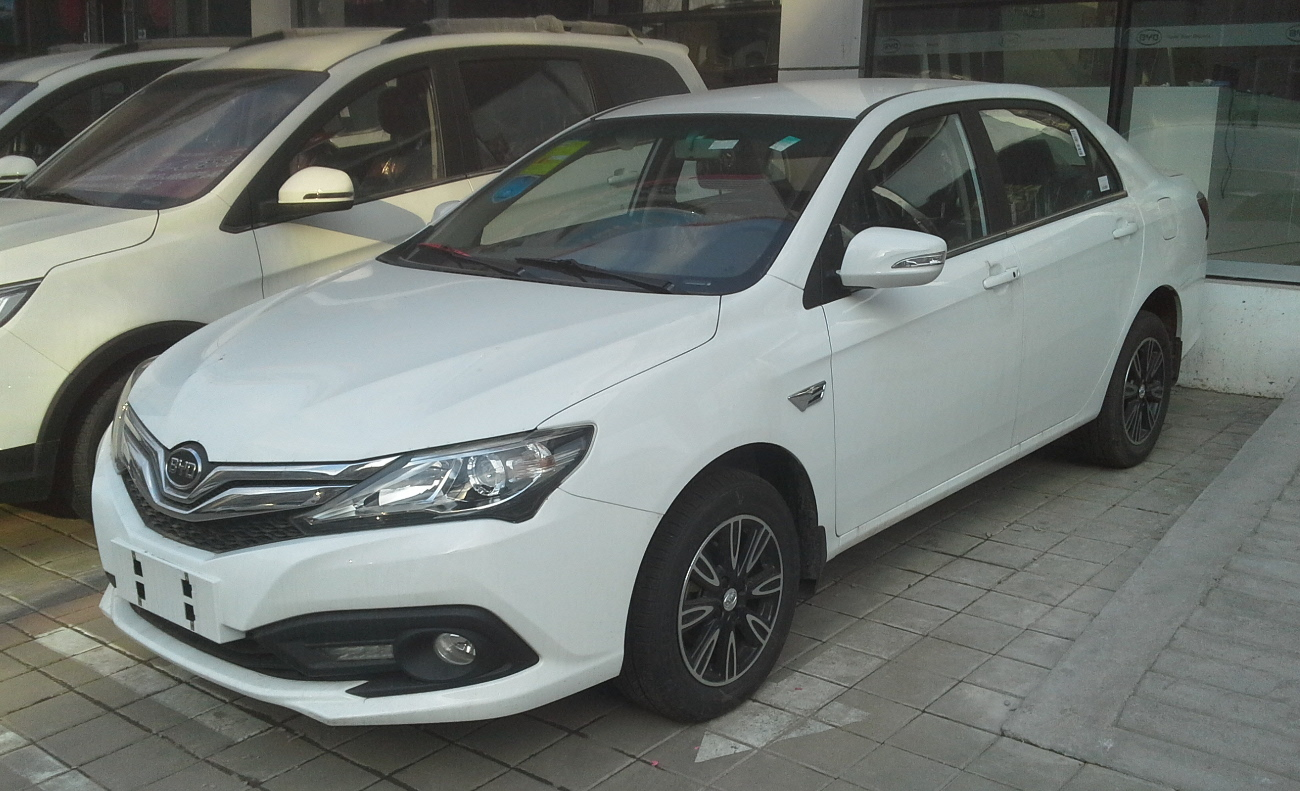
BYD F3 (2015–2022)

Als weitere Versionen gab es den etwas längeren und hochwertigeren BYD G3, das Plug-in-Hybrid-Modell BYD F3DM und das Schrägheck BYD F3-R. Ab August 2012 wurde mit dem BYD Su Rui außerdem eine luxuriösere Variante auf Basis des F3 angeboten.

## Ausstattung
Alle Modelle sind serienmäßig mit einem CD-Radio mit MP3-Funktion, Klimaanlage, einem dem Keyless Go vergleichbaren, schlüssellosen Startsystem, elektrischen Fensterhebern vorn und hinten, sowie elektrischen Außenspiegeln ausgestattet. Je nach Ausstattungsvariante stehen Ledersitze, Beifahrerairbag, Nebelscheinwerfer und Navigationssystem nur als Option zur Verfügung.

## Technische Daten
Der 80 kW-Frontmotor mit einem Hubraum von 1,5 Liter ist eine Eigenentwicklung des Herstellers. Dieser Motor wurde ab 2011 im F3 verkauft. Es standen ein manuelles 5-Gang-Getriebe und ein automatisches 6-Gang-Doppelkupplungsgetriebe zur Auswahl. Zuvor lieferte Mitsubishi Motors einen 73 kW-Ottomotor mit 1,6 Litern Hubraum. Zwischen 2014 und 2015 war außerdem ein aufgeladener 113 kW starker 1,5-Liter-Ottomotor mit einem 6-Gang-Schaltgetriebe erhältlich.
Der BYD F3 ist mit vorderen MacPherson-Federbeinen und einer BYD-Verbundlenkerachse ausgestattet. Zum Serienumfang gehört ein Antiblockiersystem mit elektronischer Bremskraftverteilung.
|                                             | F3 1.6                      | F3 1.5                      | F3 1.5TI                     |
| ------------------------------------------- | --------------------------- | --------------------------- | ---------------------------- |
| Bauzeitraum                                 | 2005–2011                   | 2011–2022                   | 2014–2015                    |
| Motorbauart                                 | Vierzylinder-Reihenmotor    | Vierzylinder-Reihenmotor    | Vierzylinder-Reihenmotor     |
| Motoraufladung                              | —                           | —                           | Turbolader                   |
| Hubraum                                     | 1584 cm³                    | 1497 cm³                    | 1497 cm³                     |
| max. Leistung                               | 73 kW (100 PS) bei 5800/min | 80 kW (109 PS) bei 5800/min | 113 kW (154 PS) bei 5200/min |
| max. Drehmoment                             | 134 bei 4500/min            | 145 bei 4800/min            | 240 bei 1750–3500/min        |
| Leergewicht                                 | 1170 kg                     | 1210 kg                     | 1240 kg                      |
| Höchstgeschwindigkeit                       | 180 km/h                    | 180 km/h                    |                              |
| Beschleunigung, 0–100 km/h                  | 12,3 s                      | 12,3 s                      |                              |
| Kraftstoffverbrauch auf 100 km (kombiniert) |                             | 5,9–6,2 l Super             | 6,2 l Super                  |
| Tankinhalt                                  | 50 l                        | 50 l                        | 50 l                         |